# خبريز
خبریز (خبریز) (بالفارسية: خبریز) هي منطقة سكنية تقع في إيران في قسم خبریز الريفي. يقدر عدد سكانها بـ 1,384 نسمة .